# Polygala costaricensis
Polygala costaricensis är en jungfrulinsväxtart som beskrevs av Chod., Th. Dur. och Pitt.. Polygala costaricensis ingår i släktet jungfrulinssläktet, och familjen jungfrulinsväxter. Inga underarter finns listade i Catalogue of Life.